# Konservierende Bodenbearbeitung
Konservierende Bodenbearbeitung beinhaltet die Behandlung des Bodens mit einem schonenden Bodenbearbeitungssystem, welches den Boden nicht wendet und darauf abzielt, den Eingriff der Bodenbearbeitungsgeräte in den Boden zu verringern, um ihn dadurch vor Bodenerosion, Abbau der organischen Substanz, Reduzierung des Bodenlebens und Austrocknung zu schützen. Konservierende Bodenbearbeitung wird in der Regenerativen Landwirtschaft genutzt und dabei mit Maßnahmen kombiniert, die den Aufbau des Bodenlebens (Humus) und der Biodiversität begünstigen.
Die konservierende Bodenbearbeitung zielt darauf ab, möglichst wenige Ernterückstände zu begraben und möglichst viele Pflanzenrückstände der vorherigen Kultur an der Bodenoberfläche zu belassen. Durch die Verringerung von Oberflächenabfluss und Verdunstung nach einem Niederschlag lässt sich mit diesem System eine höhere Wassernutzungseffizienz erzielen.

## Herkunft des Konzepts
Der Begriff „Konservierende Bodenbearbeitung“ leitet sich vom amerikanischen „conservation tillage“ ab. Diese Technik entstand nach den verheerenden Erosionsschäden durch Wind im Mittelwesten der USA in den 1930er Jahren. Als „conservation tillage“ werden in den USA diejenigen Bodenbearbeitungs- und Aussaatverfahren bezeichnet, bei denen nach der Aussaat mehr als ein Drittel der Bodenoberfläche mit Pflanzenresten bedeckt bleiben. Dazu zählen „mulch tillage“ (die Mulchsaat), „ridge tillage“ (die Dammsaat) und „no-tilllage“ (die Direktsaat).

## Bodenbearbeitung in der Praxis des Ackerbaus
In Deutschland dominierte im Wirtschaftsjahr 2009/10 die konventionelle wendende Bodenbearbeitung mit dem Pflug, die auf 56 % der Fläche verwendet wurde. 34 % der landwirtschaftlichen Betriebe verzichteten auf ihren Ackerflächen zumindest teilweise auf den Pflugeinsatz und setzten auf die konservierende Bodenbearbeitung. Hierbei kommen nichtwendende Bodenbearbeitungsgeräte zum Einsatz (z. B. Grubber oder Eggen), die den Boden weitgehend in seinem Aufbau belassen. Diese reduzierte Form der Bodenbearbeitung wurde auf 38 % der Ackerfläche angewendet. Die Akzeptanz konservierender Bodenbearbeitungsverfahren steigt mit zunehmender Betriebsgröße. Während in Betrieben mit einer Größe von unter 30 Hektar Ackerland nur insgesamt 14 % der Ackerfläche im Wirtschaftsjahr 2009/2010 der konservierenden Bodenbearbeitung unterzogen worden sind, wurde dieses weniger intensive Bearbeitungsverfahren in Betrieben mit 30 und mehr Hektar Ackerland bereits auf etwa 41 % der Ackerfläche eingesetzt. Das Direktsaatverfahren ohne jegliche Bodenbearbeitung ist in Deutschland nur wenig verbreitet (1 % der Ackerfläche). Im Internationalen Vergleich scheint die konservierende Bodenbearbeitung (Auf Englisch Conservation Agriculture), allerdings häufiger zu sein, so behauptet es zumindest die Deklaration des 8 Weltkongress zu Konservierender Bodenbearbeitung.
Auf diesem Kongress wurde auch eine Deklaration verfasst, die sehr selbstbewusst, die konservierende Bodenbearbeitung als Zukunft der Landwirtschaft bezeichnet.

## Umweltauswirkungen
Konservierende Bodenbearbeitung hat eine Reduktion der negativen Umwelteffekte gegenüber der konventionellen Bodenbearbeitung zur Folge. So werden Eutrophierung und Winderosion vermindert. Lebensräume von Wildtieren und CO2-Sequestrierung werden verbessert.
Bei der konservierender Bodenbearbeitung entwickeln sich perennierende Unkräuter wie Kriech-Quecke, Wilde Sorghumhirse (Sorghum halepense) und Hundszahngras (Cynodon dactylon) häufiger in problematischen Umfang als bei der klassischen Bodenbearbeitung. Folge ist ein höherer Herbizideinsatz.